# 5e arrondissement de Lyon
Pour les articles homonymes, voir 5e arrondissement.
Le 5e arrondissement de Lyon est l'un des neuf arrondissements de la ville française de Lyon. Il comprend la colline de Fourvière et le quartier historique du Vieux Lyon, sur la rive droite de la Saône.

## Géographie

### Localisation

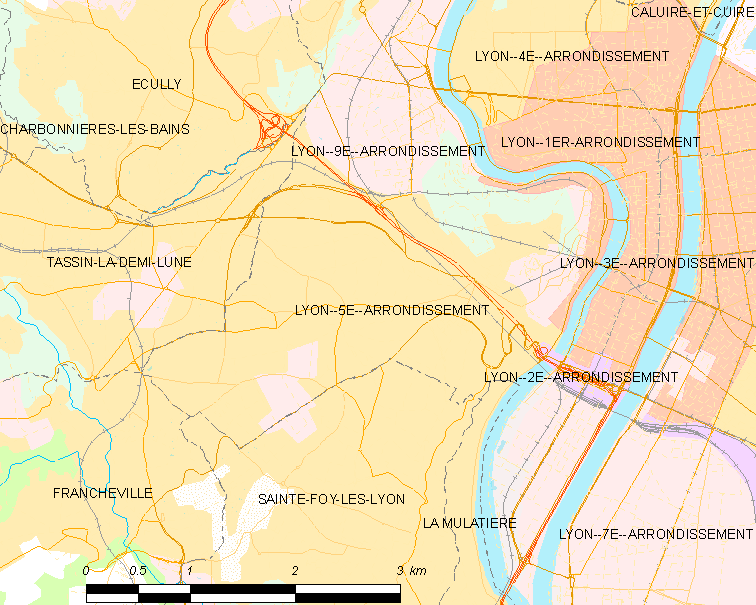
Environnement de l'arrondissement
Détails du 5e arr.
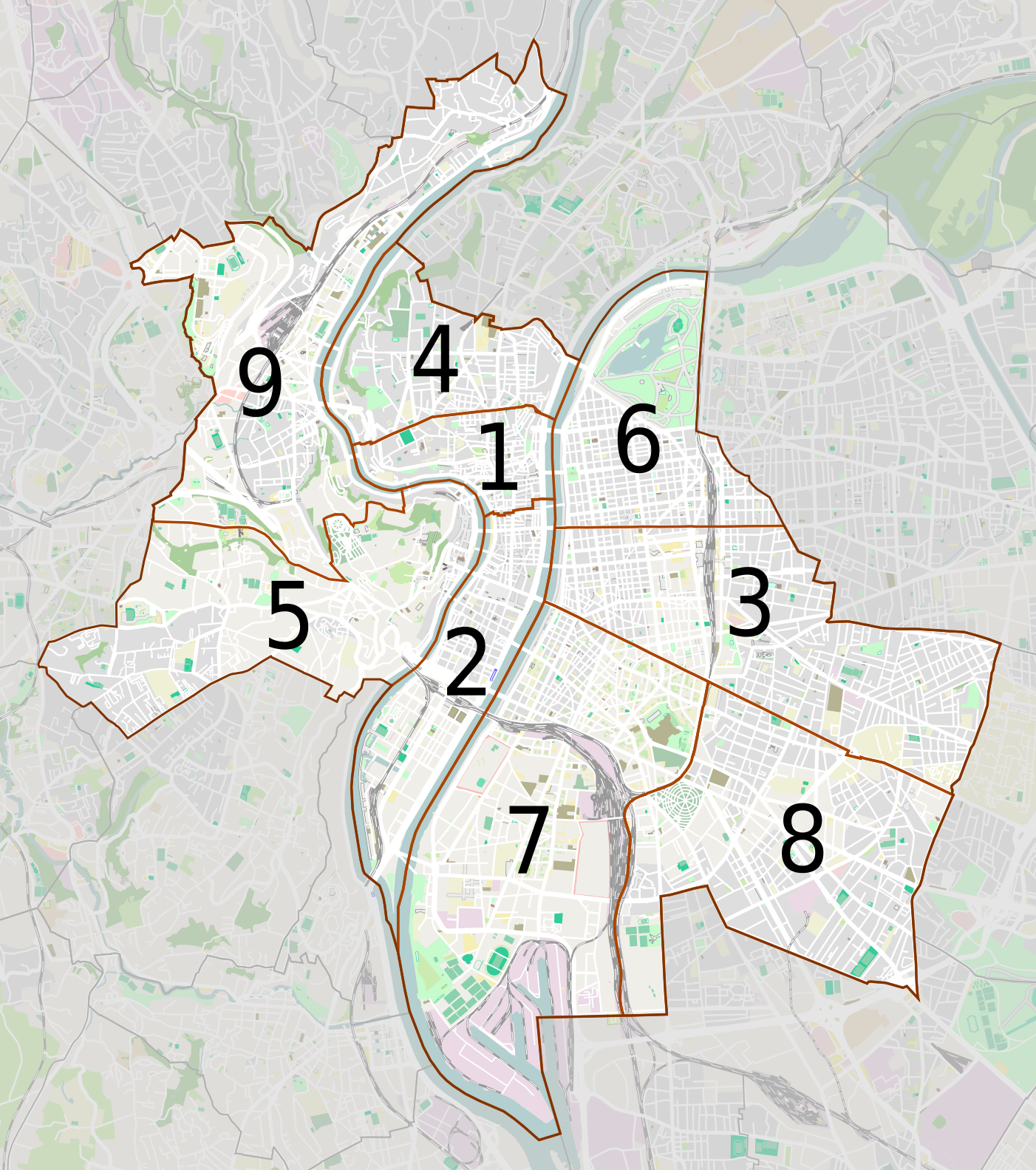
Situation dans Lyon

### Situation
L'arrondissement s'étend sur 623 ha à l'ouest et au sud-ouest de la ville. Il est limité à l'est et au nord-est par le cours de la Saône qui le sépare des 1er et 2e arrondissements.

### Quartiers
- Vieux Lyon
  - Saint-Georges
  - Saint-Jean
  - Saint-Paul
- Fourvière
  - Pierre Scize
  - Antiquaille
- Saint-Just
- Saint-Irénée
- Point du Jour
  - Les Aqueducs
- Tourvielle

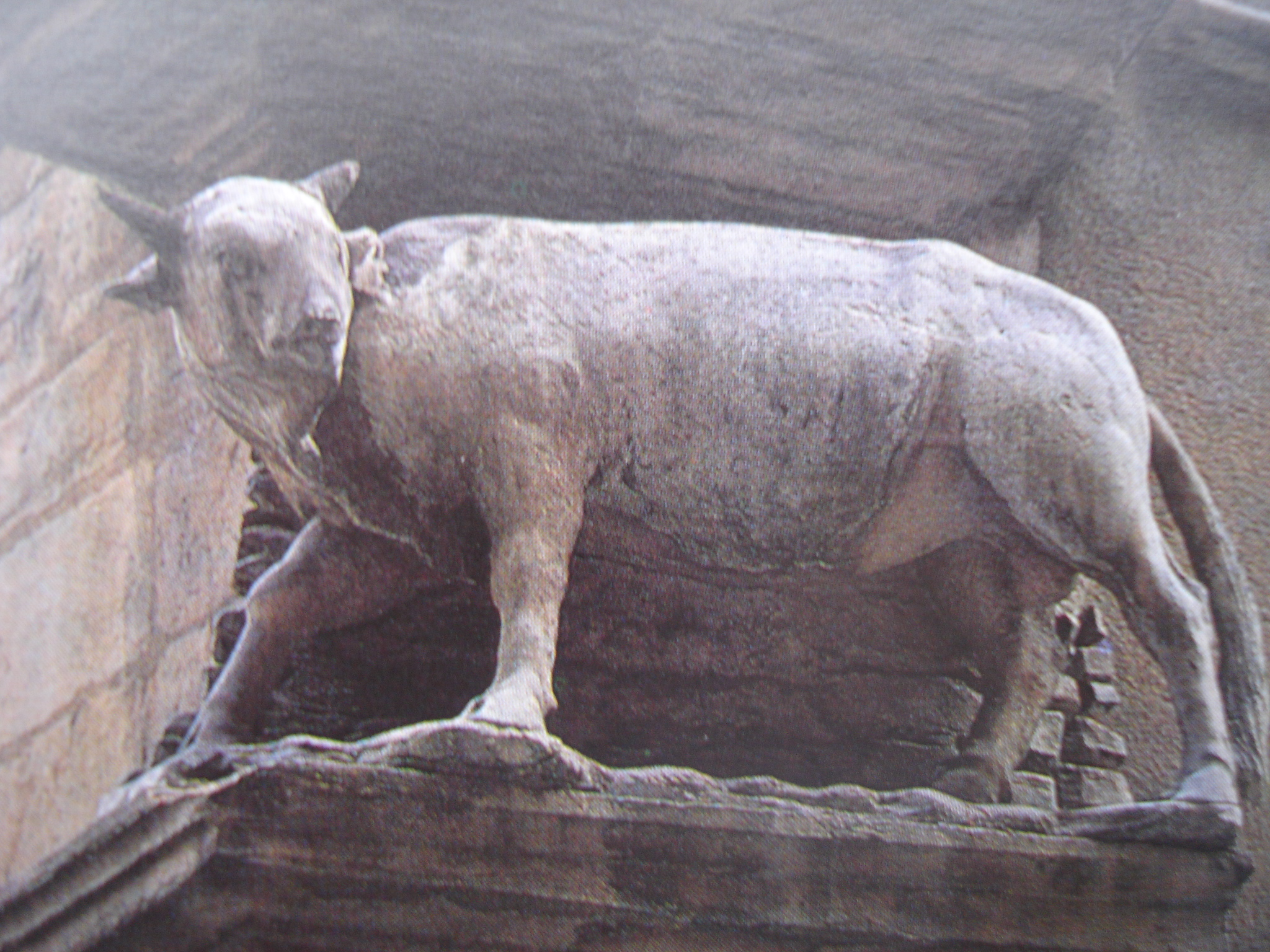
Taureau de la rue du bœuf

- La Plaine (aux limites de la commune de Francheville)
- Champvert (partagé avec le 9e arrondissement)
- Ménival

### Voies de circulation et transports
Les principaux axes de l'arrondissement sont :
- le tunnel routier de Fourvière,
- les quais de Saône le long du Vieux Lyon,
- les axes est-ouest.

Le 5e arrondissement est un passage obligé pour les navetteurs de l'Ouest lyonnais se rendant à leur travail dans le centre. Ces axes transversaux principaux sont la montée de Choulans et l'avenue de la 1re DFL, l'avenue Barthélemy Buyer, la montée du Chemin-Neuf, l'avenue du Point-du-Jour, la rue Joliot-Curie.
Les rues du Vieux-Lyon sont piétonnes et font l'objet de modalités de stationnement pour les résidents.
Le Vieux-Lyon compte de nombreuses places, Saint-Paul, du Change, du Gouvernement, de la Baleine, Saint-Jean, de la Trinité, Saint-Georges, Benoît-Crépu. Sur les hauteurs de l'arrondissement se trouvent la place de Fourvière et l'esplanade attenante, les places Abbé-Larue, Saint-Irénée ou Bénédict Teissier.

## Histoire

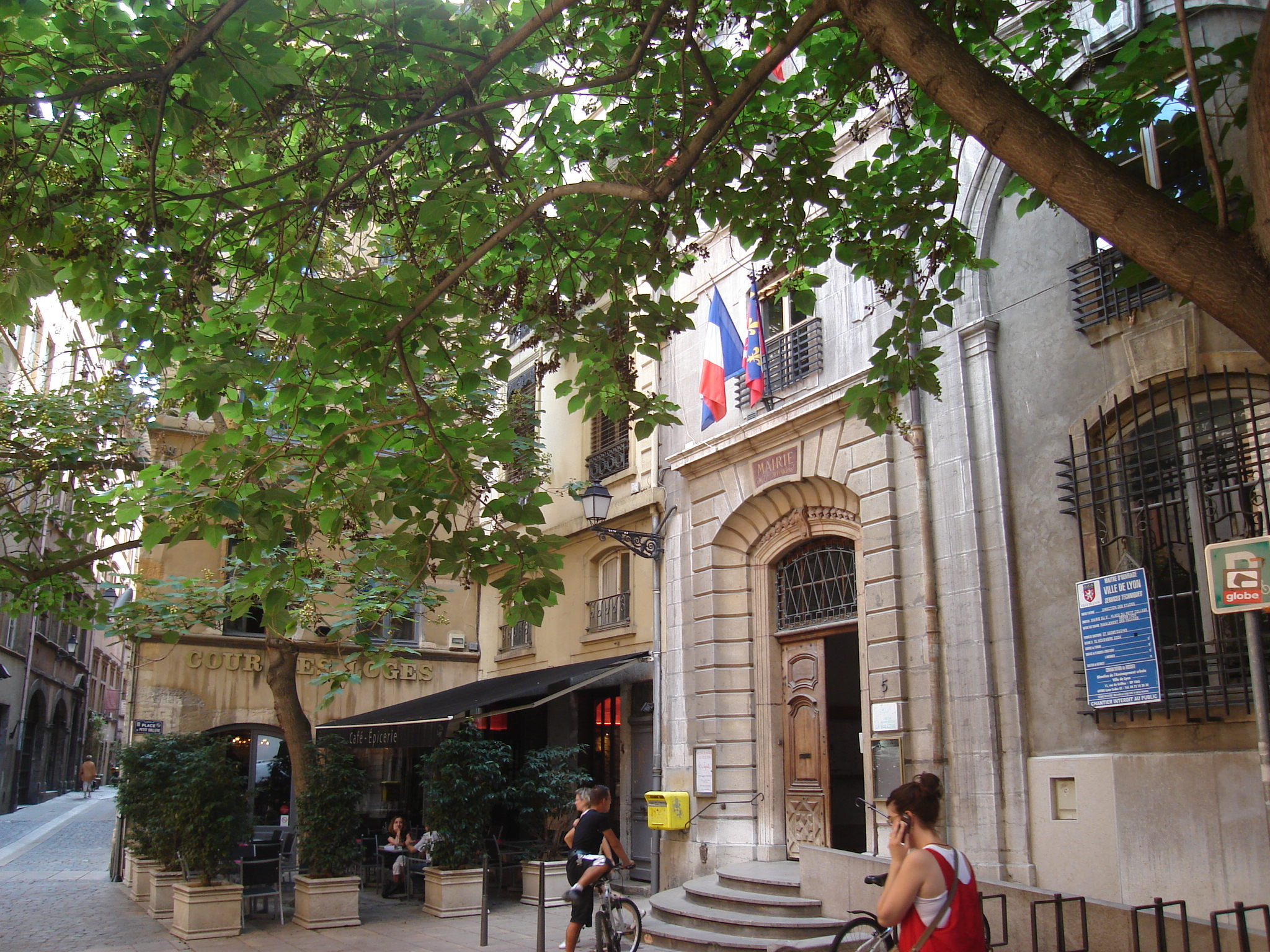
La mairie annexe du 5e arrondissement

Le 5e arrondissement, l'un des cinq premiers de la ville créés le 24 mars 1852, est le cœur historique de Lyon. C'est à Fourvière que Munatius Plancus fonda la colonie romaine de Lugdunum en 43 av. J.-C. On trouve place Abbé-Larue le murus gallicus, première preuve de l'occupation gauloise de Lugdunum, à côté duquel a été construit le rempart romain. C'est dans le 5e que le Lyon romain et médiéval s'épanouit avant de traverser la Saône. Les quartiers résidentiels du Point-du-Jour, Champvert, Ménival, Saint-Irénée révèlent encore eux aussi des traces du passé romain de la ville.
Par un décret du 1er août 1963, la commune de Saint-Rambert-l'Île-Barbe est rattachée au 5e arrondissement qui est lui-même scindé en deux par un décret du 12 août 1964, la partie septentrionale devenant le 9e arrondissement.

## Politique et administration

### Liste des maires
| Période      | Période      | Identité                             | Étiquette | Étiquette | Qualité |
| ------------ | ------------ | ------------------------------------ | --------- | --------- | --- |
| mars 1983    | mars 1989    | Bernadette Isaac-Sibille (1930-2021) |           | UDF-CDS   | Députée du Rhône (1re circ.) (1988 → 2002) Conseillère générale de Lyon-VI puis Lyon-V (1985 → 2004) |
| mars 1989    | mars 2001    | Marie-Thérèse Geffroy (1947- )       |           | RPR       | Inspectrice générale de l'Éducation nationale Conseillère régionale de Rhône-Alpes (? → 2004) |
| mars 2001    | avril 2014   | Alexandrine Pesson (1940- )          |           | PS        | |
| avril 2014   | juillet 2017 | Thomas Rudigoz (1971- )              |           | MoDem     | Ancien directeur de cabinet d'Anne-Marie Comparini Député du Rhône (1re circ.) (2017 → ) Conseiller général de Lyon-V (2008 → 2014) Conseiller métropolitain de Lyon (2015 → ) Démissionnaire à la suite de son élection comme député |
| juillet 2017 | juillet 2020 | Béatrice Gailliout (1962- )          |           | LREM      | Ancienne coordinatrice pédagogique |
| juillet 2020 | En cours     | Nadine Georgel (1977- )              |           | EELV      | Entrepreneuse |

### Tendances politiques et résultats
Élection municipale de 2020
|                                                                                  |                                      |                                      |                                      |              |                                 |                                 |                          |             |             |        |        |
| Tête de liste                                                                    | Tête de liste                        | Liste                                | Premier tour                         | Premier tour | Tête de liste                   | Tête de liste                   | Liste                    | Second tour | Second tour | Sièges | Sièges |
| Tête de liste                                                                    | Tête de liste                        | Liste                                | Voix                                 | %            | Tête de liste                   | Tête de liste                   | Liste                    | Voix        | %           | CA     | CM     |
|                                                                                  | Nadine Georgel                       | EÉLV                                 | 2 404                                | 22,71        |                                 | Nadine Georgel                  | EÉLV DVG                 | 4 381       | 41,13       | 17     | 6      |
| Maintenant Lyon pour tous Les écologistes avec Grégory Doucet                    |                                      |                                      | 2 404                                | 22,71        |                                 | Nadine Georgel                  | EÉLV DVG                 | 4 381       | 41,13       | 17     | 6      |
|                                                                                  | Tristan Debray                       | DVG                                  | 790                                  | 7,46         | Ensemble, l'écologie pour Lyon  | Ensemble, l'écologie pour Lyon  |                          | 4 381       | 41,13       | 17     | 6      |
| Lyon en commun                                                                   |                                      |                                      | 790                                  | 7,46         | Ensemble, l'écologie pour Lyon  | Ensemble, l'écologie pour Lyon  |                          | 4 381       | 41,13       | 17     | 6      |
|                                                                                  | Yann Cucherat                        | LREM-MoDem                           | 2 101                                | 19,85        |                                 | Yann Cucherat                   | LREM diss.-LR-MoDem      | 3 381       | 31,74       | 4      | 1      |
| Un temps d'avance avec Yann Cucherat                                             |                                      |                                      | 2 101                                | 19,85        |                                 | Yann Cucherat                   | LREM diss.-LR-MoDem      | 3 381       | 31,74       | 4      | 1      |
|                                                                                  | Anne Prost                           | LR                                   | 1 917                                | 18,11        | Lyon, la force du rassemblement | Lyon, la force du rassemblement |                          | 3 381       | 31,74       | 4      | 1      |
| Bleu blanc Lyon Étienne Blanc, union de la droite, des Républicains et du centre |                                      |                                      | 1 917                                | 18,11        | Lyon, la force du rassemblement | Lyon, la force du rassemblement |                          | 3 381       | 31,74       | 4      | 1      |
|                                                                                  | Béatrice Gailliout                   | LREM diss.                           | 1 784                                | 16,85        |                                 | Béatrice Gailliout              | LREM diss.               | 2 889       | 27,12       | 3      | 1      |
| Respirations avec Georges Képénékian                                             | Respirations avec Georges Képénékian | Respirations avec Georges Képénékian | Respirations avec Georges Képénékian | 16,85        |                                 |                                 |                          | 2 889       | 27,12       | 3      | 1      |
|                                                                                  | Olivier Pirra                        | RN-PCD                               | 655                                  | 6,18         |                                 |                                 |                          |             |             |        |        |
| Pour l'amour de Lyon                                                             |                                      |                                      | 655                                  | 6,18         |                                 |                                 |                          |             |             |        |        |
|                                                                                  | Éric Prost                           | PS-PCF-G.s-PP-ND                     | 515                                  | 4,86         |                                 |                                 |                          |             |             |        |        |
| Vivons vraiment Lyon – La gauche unie                                            |                                      |                                      | 515                                  | 4,86         |                                 |                                 |                          |             |             |        |        |
|                                                                                  | Alexandra Astic                      | LC-100 % citoyens                    | 304                                  | 2,87         |                                 |                                 |                          |             |             |        |        |
| Positivons Lyon – 100 % citoyens                                                 |                                      |                                      | 304                                  | 2,87         |                                 |                                 |                          |             |             |        |        |
|                                                                                  | Tristan Teyssier                     | LO                                   | 112                                  | 1,05         |                                 |                                 |                          |             |             |        |        |
| Lutte ouvrière – Faire entendre le camp des travailleurs                         |                                      |                                      | 112                                  | 1,05         |                                 |                                 |                          |             |             |        |        |
|                                                                                  |                                      |                                      |                                      |              |                                 |                                 |                          |             |             |        |        |
| Votes valides                                                                    | Votes valides                        | Votes valides                        | 10 582                               | 97,94        | Votes valides                   | Votes valides                   | Votes valides            | 10 651      | 98,01       |        |        |
| Votes blancs                                                                     | Votes blancs                         | Votes blancs                         | 59                                   | 0,55         | Votes blancs                    | Votes blancs                    | Votes blancs             | 101         | 0,93        |        |        |
| Votes nuls                                                                       | Votes nuls                           | Votes nuls                           | 164                                  | 1,52         | Votes nuls                      | Votes nuls                      | Votes nuls               | 115         | 1,06        |        |        |
| Total                                                                            | Total                                | Total                                | 10 805                               | 100          | Total                           | Total                           | Total                    | 10 867      | 100         | 24     | 8      |
| Abstention                                                                       | Abstention                           | Abstention                           | 17 439                               | 61,74        | Abstention                      | Abstention                      | Abstention               | 17 401      | 61,56       |        |        |
| Inscrits / participation                                                         | Inscrits / participation             | Inscrits / participation             | 28 244                               | 38,26        | Inscrits / participation        | Inscrits / participation        | Inscrits / participation | 28 268      | 38,44       |        |        |

## Démographie
En 2022, l'arrondissement comptait 48 277 habitants.
| 1968   | 1975   | 1982   | 1990   | 1999   | 2006   | 2011   | 2016   | 2021   |
| ------ | ------ | ------ | ------ | ------ | ------ | ------ | ------ | ------ |
| 50 400 | 48 735 | 47 372 | 46 071 | 46 985 | 47 330 | 46 698 | 48 929 | 48 711 |

| 2022   | - | - | - | - | - | - | - | - |
| ------ | - | - | - | - | - | - | - | - |
| 48 277 | - | - | - | - | - | - | - | - |

La densité s'élève à 7 749,1 habitants/km2 en 2022.

## Économie

### Revenus de la population et fiscalité
En 2021, le revenu fiscal médian par ménage était de 26 660 €, ce qui plaçait le 5e arrondissement au sixième rang parmi les neuf arrondissements de Lyon.

### Activité économique
Grâce à son patrimoine historique, le secteur touristique est très développé dans l'arrondissement. On y trouve de nombreux établissements d'hôtellerie et de restauration.

## Culture et patrimoine
La partie nord-est du 5e arrondissement (comprenant le Vieux-Lyon, Fourvière et Saint-Just) se trouve dans le périmètre du site historique de Lyon inscrit au patrimoine mondial de l'UNESCO.

### Monuments
- Primatiale Saint-Jean
- Église Saint-Georges
- Basilique Notre-Dame de Fourvière
- Église Saint-Paul
- Église Saint-Just
- Église Saint-Irénée
- Théâtre antique de Fourvière
- Odéon antique de Fourvière
- Aqueduc du Gier
- Tour métallique de Fourvière
- Loge du Change
- La Tour Rose
- La galerie Philibert Delorme
- Hôtel de Gadagne
- Maison Pauline Jaricot

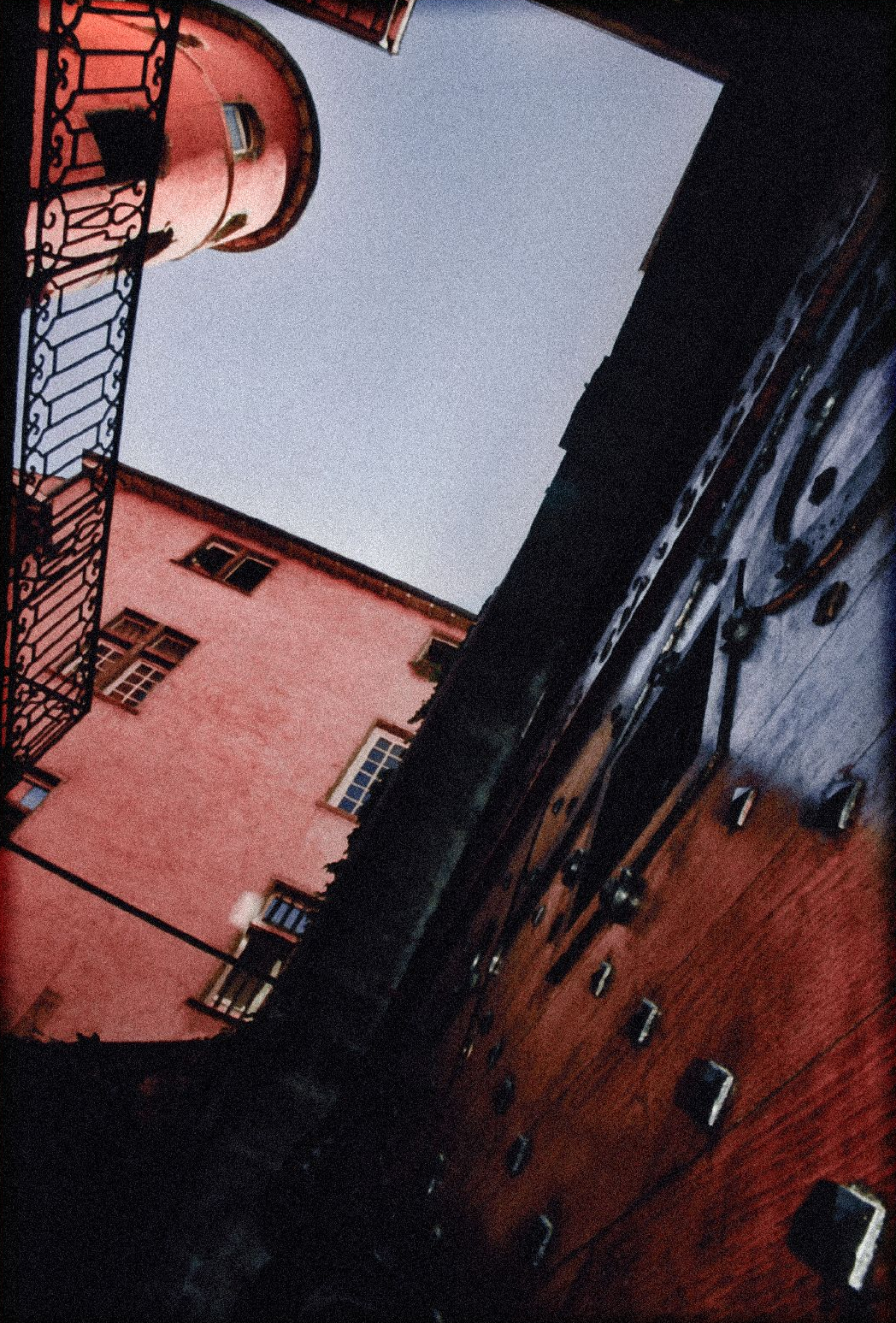
Maison du Crible, dite Tour Rose.

- Palais de justice historique de Lyon (Cour d'appel de Lyon)
- Château de Ménival
- Monument à Laurent Mourguet
- Cachot de St Pothin

### Musées
- Musées Gadagne
- Musée Lugdunum
- Musée Miniature et Cinéma
- Musée d'art religieux de Fourvière
- Espace culturel du christianisme à Lyon
- Musée des Automates
- Petit musée de Guignol

### Arts
C'est dans le 5e arrondissement de Lyon, plus précisément dans le quartier Saint-Georges qu'est née au début du XIXe siècle la célèbre marionnette Guignol de Laurent Mourguet. Le décor traditionnel de ses pièces se trouve place de la Trinité, en bas de la montée du Gourguillon.
L'arrondissement compte plusieurs salles de spectacles, parmi lesquelles :
- la Salle Molière à Saint-Paul.
- le Théâtre du Point-du-Jour.
- l'Espace Gerson.

## Espaces verts
Le 5e arrondissement est sans doute le plus vert de Lyon. Il possède de nombreux parcs, parmi lesquels :
- Le parc des Hauteurs, ensemble comprenant :
  - La promenade des Hauteurs, entre le cimetière de Loyasse et la tour métallique de Fourvière, sur l'ancien tracé du tramway de Loyasse.
  - Les jardins du Rosaire, reliant la Basilique de Fourvière au Vieux Lyon.
  - Le parc de la Visitation, au-dessus des théâtres romains.
- Le jardin des Curiosités, sur les hauteurs de Saint-Just.
- La piste de la Sarra, sur le flanc nord de la colline de Fourvière.
- Le parc de la Mairie du 5e arrondissement, dans le quartier du Point-du-Jour.
- Le parc de la Garde, à l'intersection des rues de la Garde et des aqueducs, parc de douze hectares.
- La voie piétonne de Champvert, longue de 1,5 km parallèle à l'avenue Barthélémy Buyer. Il s'agit de l'ancien tracé de la voie de chemin de fer Saint-Just - Vaugneray.
- Le parc de Champvert qui communique avec la voie piétonne, où se situe une villa art déco.

Les espaces verts comptent aussi plusieurs anciens forts, des jardins familiaux ou encore des zones boisées non accessibles.

## Personnalités
- Marguerite Pellet, (1904 1945) institutrice spécialisée dans l'enseignement aux personnes sourdes-muettes, aveugles et handicapées mentales et une résistante française.